# 1945 في إيطاليا
فيما يلي قوائم الأحداث التي وقعت خلال عام 1945 في إيطاليا.

## سياسة

### تعيين في المنصب
- 21 يونيو – بالميرو تولياتي وزير العدل.

### انتهاء فترة المنصب
- 25 أبريل – رودولفو غراتسياني وزير الدفاع  [لغات أخرى]‏.

## أفلام
من الأفلام التي صدرت هذه السنة في إيطاليا:
- 27 سبتمبر – روما - مدينة مفتوحة من إخراج روبرتو روسيليني.

## مواليد

### يناير
- 1 يناير – بياترو جراسو[1]
- 28 يناير – أليساندرو بيانكي

### فبراير
- 24 فبراير – جورجيو بامبيني ملاكم إيطالي.

### مارس
- 26 مارس – يوجينيو لازاريني متسابق دراجات نارية إيطالي.

### أبريل
- 2 أبريل – فرانكو بونيرا متسابق دراجات نارية إيطالي.
- 13 أبريل – رافائيلي بينتو سائق رالي إيطالي.

### مايو
- 9 مايو – ماسيمو ماسيني
- 16 مايو – ماسيمو موراتي لاعب كرة قدم إيطالي.

### يونيو
- 1 يونيو – مارينو باسو درّاج طريق إيطالي.

### يوليو
- 18 يوليو – أوجو فيرانتي لاعب كرة قدم إيطالي.[2]
- 26 يوليو – أنطونيو فاسينا سائق رالي إيطالي.

### سبتمبر
- 11 سبتمبر – كارلو ريكالكاتي
- 15 سبتمبر – جيانكارلو بيليني درّاج طريق إيطالي.

### أكتوبر
- 10 أكتوبر – إدواردو ريا[3]
- 20 أكتوبر – روميو بينيتي لاعب كرة قدم إيطالي.[4]

### نوفمبر
- 26 نوفمبر – تينو كونتي دراج إيطالي.

### ديسمبر
- 12 ديسمبر – لوتشانو كاستيليني لاعب كرة قدم إيطالي.[5]

## وفيات

### يناير
- 1 يناير – انجيلو فيراري (مواليد 1897) ممثل إيطالي.[6]

### أبريل
- 28 أبريل – بينيتو موسوليني (مواليد 1883) رئيس وزراء إيطالي ديكتاتوري سابق.[7]
- 28 أبريل – كلارا بيتاتشي (مواليد 1912)[8]

### أغسطس
- 2 أغسطس – بييترو ماسكاني (مواليد 1863)[9]

### أكتوبر
- 21 أكتوبر – هنري أرميتا (مواليد 1888)[10]

### نوفمبر
- 17 نوفمبر – فريدرش فرانز الرابع، دوق مكلنبورغ-شفيرين الأكبر (مواليد 1882)

### ديسمبر
- 16 ديسمبر – جيوفاني أنييلي (مواليد 1866)[11]